# Standards & Practices
Standards & Practices is een coveralbum van de Amerikaanse punkband Face to Face en bevat een mix van rock, punk en newwavecovers. Het werd op 29 juni 1999 uitgegeven via het kleine label Lady Luck, een sublabel van Face To Face bij het grotere label Vagrant Records. Het werd twee jaar later heruitgegeven door Vagrant Records.

## Nummers
1. "What Difference Does It Make?" (The Smiths) - 3:42
2. "Chesterfield King" (Jawbreaker) - 3:47
3. "Don't Change" (INXS) - 4:07
4. "Sunny Side of the Street" (The Pogues) - 2:43
5. "Planet of Sound" (Pixies) - 2:06
6. "The KKK Took My Baby Away" (Ramones) - 2:31
7. "Heaven" (The Psychedelic Furs) - 3:24
8. "Merchandise" (Fugazi) - 2:59
9. "Helpless" (Sugar) - 2:54
10. "That's Entertainment" (The Jam) - 3:12

### Japanse bonustracks
1. "Planet Earth" (Duran Duran) - 3:48
2. "In a Big Country" (Big Country) - 3:51

## Band
- Trever Keith - zang, gitaar
- Chad Yaro - gitaar, zang
- Scott Shiflett - basgitaar, zang
- Pete Parada - drums